# Carlo Chiarlo
Carlo Chiarlo (Pontremoli, 4 novembre 1881 – Lucca, 21 gennaio 1964) è stato un cardinale e arcivescovo cattolico italiano.

## Biografia
Nacque a Pontremoli il 4 novembre 1881. Compì gli studi teologici a Lucca nel seminario di San Michele e nel seminario arcivescovile. Fu ordinato sacerdote nel 1904 e dopo aver intrapreso la carriera diplomatica fu nominato arcivescovo titolare di Amida nel 1928. Fu nunzio apostolico in Bolivia, Costa Rica, Nicaragua, Panama ed infine in Brasile.
Papa Giovanni XXIII lo elevò al rango di cardinale nel concistoro del 15 dicembre 1958.
Morì il 21 gennaio 1964 all'età di 82 anni.

## Genealogia episcopale e successione apostolica
La genealogia episcopale è:
- Cardinale Scipione Rebiba
- Cardinale Giulio Antonio Santori
- Cardinale Girolamo Bernerio, O.P.
- Arcivescovo Galeazzo Sanvitale
- Cardinale Ludovico Ludovisi
- Cardinale Luigi Caetani
- Cardinale Ulderico Carpegna
- Cardinale Paluzzo Paluzzi Altieri degli Albertoni
- Papa Benedetto XIII
- Papa Benedetto XIV
- Papa Clemente XIII
- Cardinale Marcantonio Colonna
- Cardinale Giacinto Sigismondo Gerdil, B.
- Cardinale Giulio Maria della Somaglia
- Cardinale Carlo Odescalchi, S.I.
- Vescovo Eugène de Mazenod, O.M.I.
- Cardinale Joseph Hippolyte Guibert, O.M.I.
- Cardinale François-Marie-Benjamin Richard de la Vergne
- Cardinale Pietro Gasparri
- Cardinale Carlo Chiarlo

La successione apostolica è:
- Vescovo Berthold Bühl, O.F.M. (1931)
- Vescovo Tomás Aspe, O.F.M. (1931)
- Vescovo Karl Albert Wollgarten, C.M. (1935)
- Vescovo Johann Paul Odendahl Metz, C.M. (1938)
- Arcivescovo Víctor Manuel Sanabria y Martínez (1938)
- Vescovo Abel Ribeiro Camelo (1946)
- Cardinale Alfredo Vicente Scherer (1947)
- Arcivescovo Geraldo de Proença Sigaud, S.V.D. (1947)
- Vescovo Anselmo Pietrulla, O.F.M. (1948)
- Vescovo Wunibald Godehard Talleur, O.F.M. (1948)
- Vescovo Carlos Eduardo de Sabóia Bandeira Melo, O.F.M. (1948)
- Vescovo Manuel Könner, S.V.D. (1948)
- Vescovo Antônio de Castro Mayer (1948)
- Arcivescovo Orlando Chaves, S.D.B. (1948)
- Arcivescovo Antônio de Almeida Moraes Junior (1948)
- Vescovo Inácio João Dal Monte, O.F.M.Cap. (1949)
- Vescovo José Domitrovitsch, S.D.B. (1950)
- Vescovo Luís António Palha Teixeira, O.P. (1951)
- Vescovo José de Almeida Batista Pereira (1954)